# Klášter Santa María de Gerri
Klášter Santa Maria de Gerri je benediktinský klášter v Katalánsku u vsi Gerri de la Sal.
Tato benediktinská fundace byla založena roku 807. Zachovala se trojlodní románská bazilika s valenou klenbou podepíranou čtyřmi kanelovanými sloupy. Uvnitř baziliky jsou dochované náhrobní kameny a fresky.